# Christopher Kas
Christopher Kas (* 13. června 1980 Trosberg, Německo) je bývalý německý profesionální tenista.
Ve své dosavadní kariéře vyhrál 5 turnajů ATP ve čtyřhře.

## Zápasy o olympijské medaile

### Smíšená čtyřhra: 1 (0–1)
| Stav     | Datum         | Turnaj                     | Spoluhráčka    | Soupeři                    | Výsledek         |
| 4. místo | 5. srpna 2012 | Londýn, Spojené království | Sabine Lisická | Lisa Raymondová Mike Bryan | 3–6, 6–4, [4–10] |

## Finálové účasti na turnajích ATP (9)

### Čtyřhra – výhry (2)
| Legenda                                                       |
| ATP International Series Gold / ATP World Tour 500 Series (1) |
| ATP International Series / ATP World Tour 250 Series (1)      |

| Č. | Datum             | Turnaj             | Povrch | Partner               | Soupeři ve finále              | Výsledek |
| 1. | 13. červenec 2008 | Stuttgart, Německo | antuka | Philipp Kohlschreiber | Michael Berrer Mischa Zverev   | 6-3, 6-4 |
| 2. | 14. červen 2009   | Halle, Německo     | tráva  | Philipp Kohlschreiber | Andreas Beck Marco Chiudinelli | 6-3, 6-4 |

### Čtyřhra – prohry (7)
| Legenda                                                       |
| ATP International Series Gold / ATP World Tour 500 Series (2) |
| ATP International Series / ATP World Tour 250 Series (5)      |

| Č. | Datum             | Turnaj                 | Povrch | Partner               | Vítězové                             | Výsledek       |
| 1. | 16. červenec 2006 | Båstad, Švédsko        | antuka | Oliver Marach         | Jonas Björkman Thomas Johansson      | 6-3, 4-6, 10-4 |
| 2. | 23. červenec 2006 | Amersfoort, Nizozemsko | antuka | Lucas Arnold Ker      | Alberto Martín Fernando Vicente      | 6-4, 6-3       |
| 3. | 29. červenec 2007 | Kitzbühel, Rakousko    | antuka | Tomas Behrend         | Luis Horna Potito Starace            | 7-64, 7-65     |
| 4. | 14. říjen 2007    | Vídeň, Rakousko        | tvrdý  | Tomas Behrend         | Mariusz Fyrstenberg Marcin Matkowski | 6-4, 6-2       |
| 5. | 2. březen 2008    | Záhřeb, Chorvatsko     | tvrdý  | Rogier Wassen         | Paul Hanley Jordan Kerr              | 6-3, 3-6, 10-8 |
| 6. | 26. říjen 2008    | Basilej, Švýcarsko     | tvrdý  | Philipp Kohlschreiber | Mark Knowles Mahesh Bhupathi         | 6-3, 6-4       |
| 7. | 8. únor 2009      | Záhřeb, Chorvatsko     | tvrdý  | Rogier Wassen         | Martin Damm Robert Lindstedt         | 6-4, 6-3       |

## Davisův pohár
Christopher Kas se zúčastnil 1 zápasu v Davisově poháru  za tým Německa s bilancí 0-1 ve dvouhře.

## Postavení na žebříčku ATP na konci sezóny

### Dvouhra
| Rok    | 1998  | 1999   | 2000   | 2001   | 2002   | 2003   | 2004   | 2005   | 2006   | 2007 | 2008 |
| Pořadí | 1054. | ▲ 889. | ▲ 460. | ▲ 459. | ▲ 242. | ▼ 659. | ▼ 817. | ▼ 873. | ▲ 742. | -.   | -.   |

### Čtyřhra
| Rok    | 1999  | 2000   | 2001   | 2002   | 2003   | 2004   | 2005   | 2006  | 2007  | 2008  |
| Pořadí | 1361. | ▲ 697. | ▲ 647. | ▲ 239. | ▼ 506. | ▲ 243. | ▲ 132. | ▲ 50. | ▲ 42. | ▲ 27. |